# Grande alose
Alosa alosa · Alose vraie
Espèce
Statut de conservation UICN

 CR  : 
En danger critique

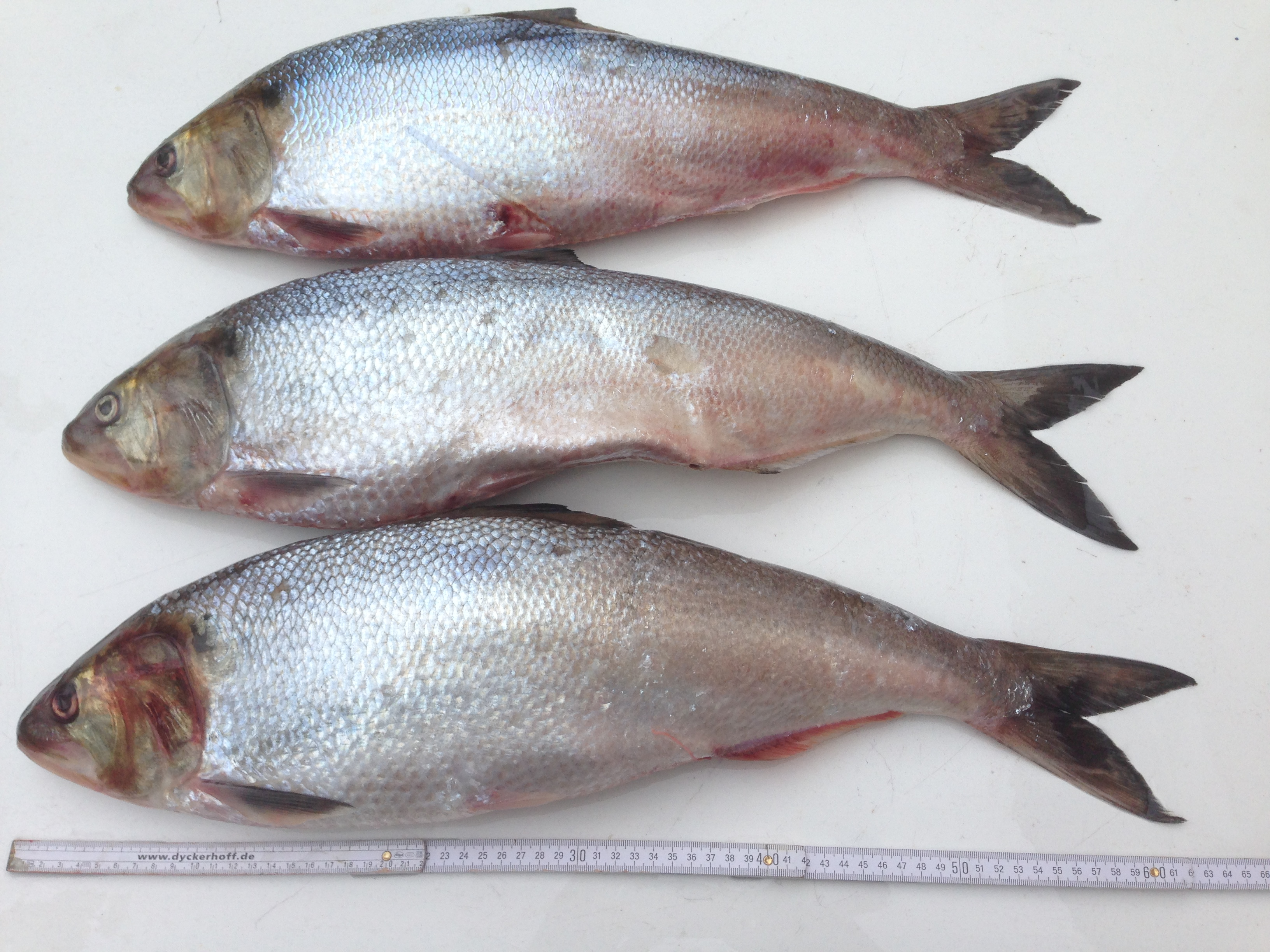
des grandes aloses

La grande alose (Alosa alosa) ou alose vraie est une espèce de poissons de la famille des Clupeidae.
C'est un migrateur qui était autrefois commun en Europe. Il remontait les grands fleuves par milliers d'individus, sur des centaines de kilomètres. Actuellement, il remonte encore certains cours d'eau européens pour venir y pondre en mars. À l'automne, les jeunes poissons retournent en mer dès qu'ils atteignent une taille d'environ 10 cm. Ils y grandiront jusqu'à atteindre 70 cm (pour 3 à 4 kg).

## Habitat, aire de répartition
Ce poisson peut encore être localement trouvé en mer, dans les estuaires et dans les eaux douces en Algérie, Belgique, Bulgarie, Danemark, France, Allemagne, Grèce, Irlande, Italie, Maroc, Pays-Bas, Norvège, Pologne, Portugal, Espagne, Suède, Suisse, Turquie, et Royaume-Uni.

La France est le seul pays qui en abrite encore des populations significatives, mais néanmoins en régression.
En 2011, dans le Sud-Ouest où il était autrefois abondant, ce poisson semble avoir du mal à reconstituer ses populations, malgré un moratoire (de 2009) interdisant provisoirement sa pêche pour 5 ans, alors que dans le même temps les lamproies ont elles stabilisé ou augmenté leur nombre dans le Sud-Ouest.
Dans le bassin de la Loire, sur l'Allier, trois frayères d’aloses (actives en 2009 et 2010) ont été équipées d'enregistreurs audio-numériques qui la nuit évaluent l'activité reproductrice des poissons (en aval du pont-barrage de Vichy, dans une zone exposée à la lumière artificielle (les effets de la pollution lumineuse sur cette espèce ne semblent pas avoir été étudiés). En 2011 on a ainsi noté le début de la reproduction de nuit, du 11 au 12 mai, sur les deux sites situés les plus en aval et dans la nuit du 18 au 19 mai sur la frayère située la plus en amont.

## Statut, menaces
Cette espèce est, comme le saumon, l'anguille ou d'autres migrateurs, en forte régression depuis quelques décennies à cause :
- de la pollution (dont par des perturbateurs endocriniens) ;
- de la fragmentation écologique des cours d'eau ; les grands barrages l'empêchent de remonter vers la source quand ils ne sont pas équipés de passes ou d'ascenseurs à poissons performants, mais d'autres facteurs de fragmentation sont possibles.
- de la surpêche tant professionnelle qu'amateur.

Elle remontait autrefois l'Escaut (jusqu’à la Nette avant 1850 environ), et la Meuse jusqu'à Namur. La grande alose a été récemment réintroduite dans le bassin du Rhin dans le cadre d'une opération Life-Nature, opération qui a été récompensée par le prix « best European Maritime Project 2008 »  au Comité des Régions en novembre 2008.
En France, l’espèce est considérée comme étant menacée de disparition.

### Réintroduction
Un projet est cofinancé à 50 % par l'UE pour un coût total d'un million d'euros environ, il est coordonné par la fondation pour les Cours d'eau (Stiftung Wasserlauf) et l’Office national pour la nature, l’environnement et la protection des consommateurs en Rhénanie-Westphalie (LANUV), avec un expert basé au zoo aquatique de Düsseldorf, en partenariat avec le Land de Rhénanie-du-Nord-Westphalie, le ministère de l'Environnement de la Hesse, des partenaires français spécialisés dans la recherche et plusieurs ONG.
Cinq millions de larves élevées en France et marquées pour pouvoir être suivies seront relâchées de fin 2008 à 2010 dans le Rhin. C'est l'un des 61 projets retenus en 2007 parmi 229 propositions.

## Compléments